# Battaglia di Franklin
La battaglia di Franklin fu combattuta a Franklin (Tennessee), il 30 novembre 1864, ed è parte della Campagna di Franklin-Nashville che si svolse nelle fasi finali della guerra civile americana. Fu una delle peggiori disfatte dell'esercito confederato.
Sebbene l'Armata dell'Ohio dell'Unione, comandata dal maggior generale John M. Schofield, stesse lasciando il campo dopo la battaglia, l'armata confederata subì perdite devastanti (sei generali furono uccisi o feriti mortalmente) in un vano contrattacco frontale contro l'esercito dell'Unione.
L'ulteriore sconfitta nella battaglia di Nashville nel mese di dicembre pose fine all'Armata confederata del Tennessee del generale John Bell Hood come forza combattente.

## Situazione strategica

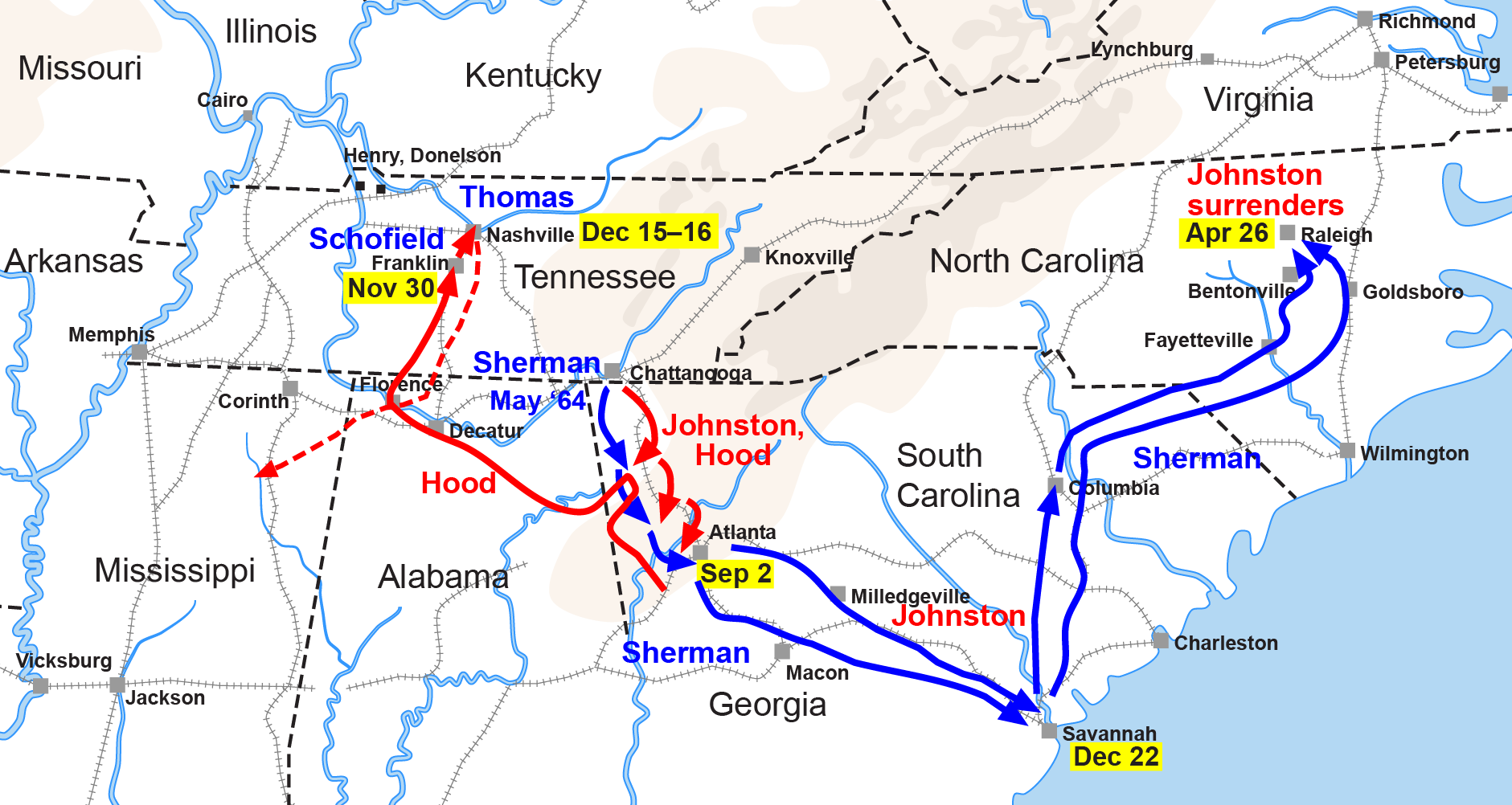
Le Campagne nel teatro di guerra dell'Ovest del 1864–65: notare i movimenti di Hood

Dopo la conquista di Atlanta il 2 settembre il generale nordista William T. Sherman cominciò a preparare la sua marcia verso il mare, ben difeso nel campo trincerato di Atlanta.
Hood decise di sconfiggere Sherman indirettamente, attirando i nordisti fuori dal forte e tagliando le sue linee di comunicazione e rifornimento.
     Hood
     Schofield e Sherman

Mappa della campagna Franklin–Nashville
Hood
Schofield e Sherman

Dopo due battaglie Sherman rinunciò a cercare di sconfiggere Hood e il 15 novembre spostò la sua attenzione a sud-est, cominciando la marcia verso il mare.
Il generale confederato doveva elaborare una nuova strategia se voleva salvare la Georgia dai soldati di Sherman.
Hood si spostò dalla Georgia in Alabama, sempre infastidendo le linee di comunicazione dell'Unione per poi penetrare nel Tennessee centrale puntando a Nashville.
Solo un ostacolo si frapponeva tra Hood e la capitale del Tennessee: Schofield e la sua Armata dell'Ohio in parte accampata a Spring Hill.
Il 29 novembre ci fu una battaglia a sud della cittadina, con l'esercito sudista che tagliava la ritirata degli unionisti verso nord.
Dopo lo scontro Hood si accampò e permise all'esercito di riposarsi.
Durante la notte le brigate dell'Unione riuscirono a sorpassare non rilevate dagli addormentati sudisti e a ritirarsi a Franklin dove occuparono le vecchie trincee della prima battaglia di Franklin.
Alle 4:30 di mattina del 30 novembre i nordisti si trincerarono.

## Mattina, preparazioni alla battaglia
Il 30 novembre l'esercito unionista si era rintanato nella cittadina di Franklin, verso nord, inseguito dai soldati confederati di Hood.
Alle 11, a sud di Franklin, su una collina chiamata Winstead Hill, la retroguardia unionista del generale Wagner ingaggiò in una schermaglia la cavalleria confederata di Nathan Bedford Forrest.
A mezzogiorno Wagner si ritirò a Franklin.
Schofield decise di fortificare l'area a sud della cittadina: ancorate a est al fiume Harpeth realizzò tre linee di battaglia: prima una linea fortificata avanzata occupata da Wagner, poi la linea principale, realizzata nelle vicinanze della Cotton Gin e della Carter House, col fianco sinistro (orientale) gestito da Reilly, il fianco destro occidentale in mano a Ruger.
Una terza linea occupata da Emerson Opdyke fungeva da riserva.
Intanto Hood osservava le formazioni nemiche dall'alto della Winstead Hill e piazzò i suoi Corpi in due ali: a destra Stewart, a sinistra Cheatham.

## Pomeriggio, l'attacco di Hood
"Assaltate le trincee nemiche: Franklin è la chiave per Nashville e Nashville è la chiave per l'indipendenza"
     Sudisti
     Nordisti

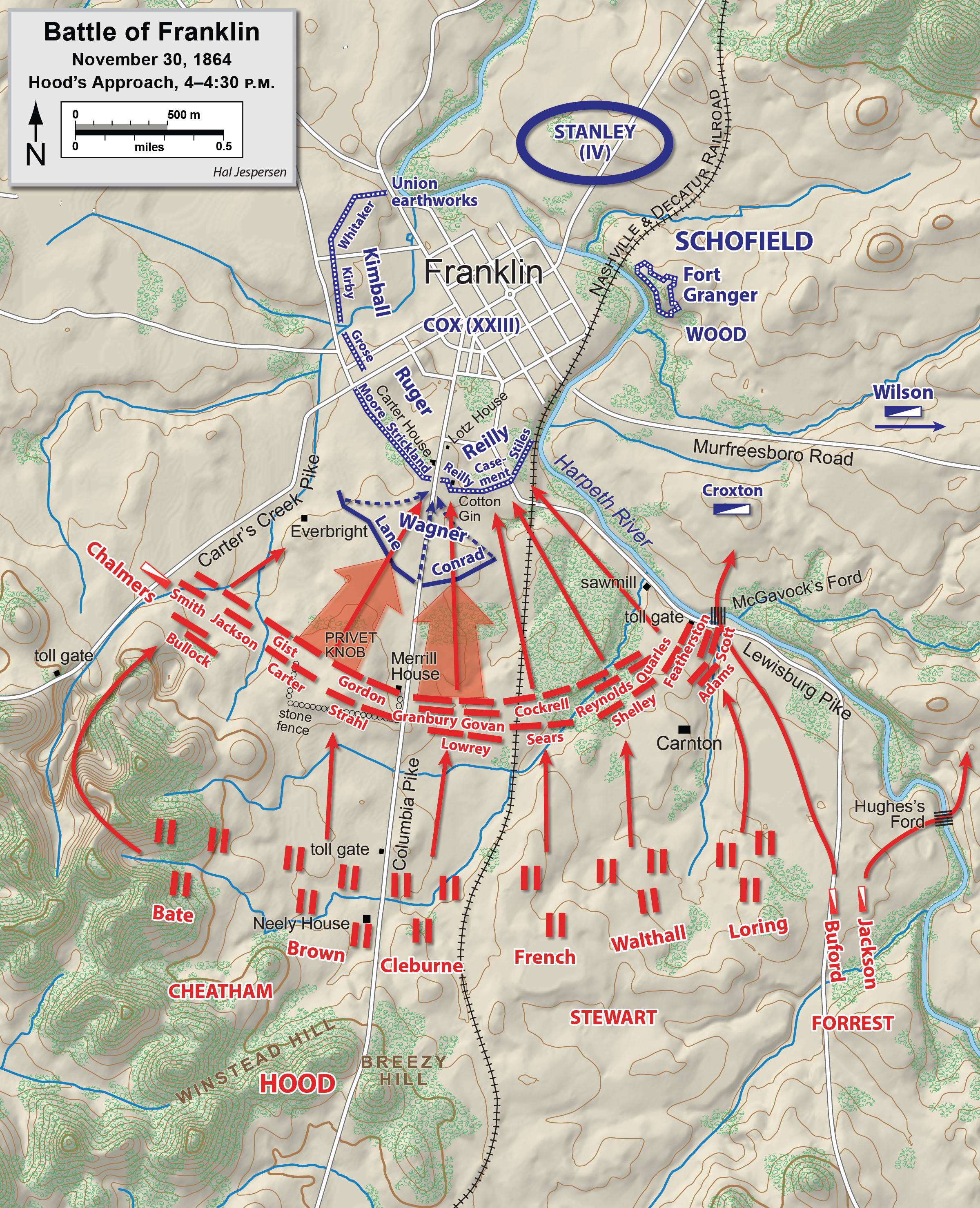
Attacco alla linea Wagner
Sudisti
Nordisti

Alle 4 di pomeriggio Hood decise di attaccare: 20 000 confederati spiegarono le bandiere al vento e marciarono verso le posizioni nemiche.
Gli unionisti non riuscivano inizialmente a vedere i confederati per via dell'aria nebbiosa autunnale ma il suono della cadenza dei tamburi militari e l'urlo ribelle segnalavano l'imminente attacco.
Alle 4:30 i confederati sfondarono la linea di Wagner che si ritirò dietro la seconda linea: usando i nemici in fuga come scudi umani i sudisti si avvicinarono alla seconda fortificazione.

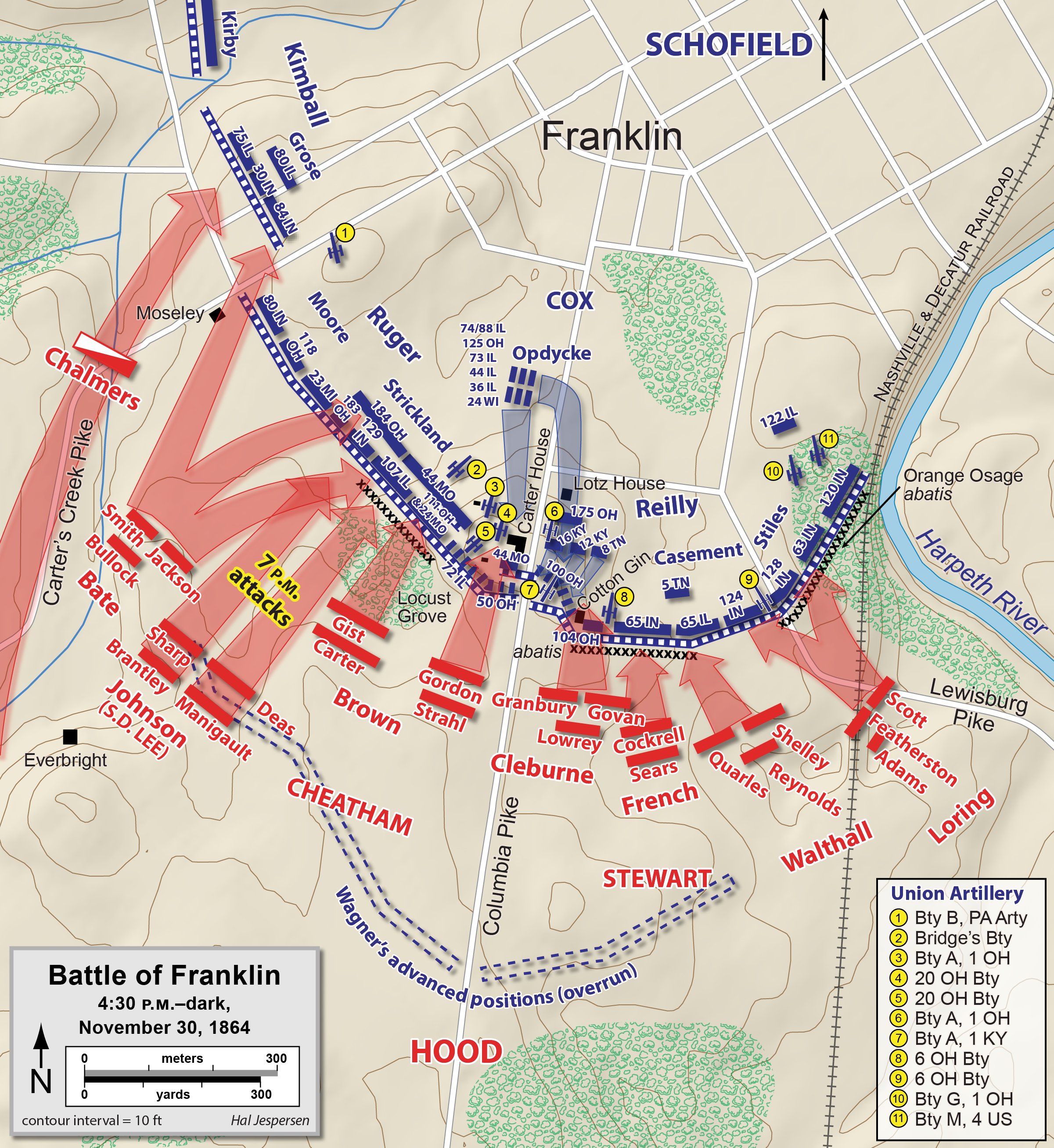
Attacchi confederati e contrattacco di Opdyke, 4:30–7 del pomeriggio

Le batterie nordiste aprirono un fuoco serrato contro i compatti reggimenti nemici:palle di cannone e frammenti di proiettili cominciarono ad aprire falle nelle formazioni nemiche.
I difensori scaricarono contro gli attaccanti una pioggia di proiettili e i generali sudisti cominciarono a cadere; i generali sudisti Hiram Granbury, States Rights Gist, Patrick Cleburne e John C. Carter perirono durante l'assalto.
 "Come se il diavolo avesse preso il possesso della Terra"

Finalmente i confederati spezzarono la linea nemica alla Carter House ma l'immediato arrivo dei rinforzi di Opdyke tamponarono la falla e un feroce scontro si consumò intorno alla Carter House.
Il Maggiore unionista del 24th Wisconsin, Arthur MacArthur Junior, padre del celeberrimo Douglas MacArthur, venne ferito alla Carter House.
Intanto un altro generale confederato, John Adams (generale confederato), venne ucciso.
Alle 5:30, nel vivo della battaglia, anche il generale sudista Otho Strahl morì.
Alle 7:30 i rinforzi confederati di S.D. Lee colpirono il fianco destro dell'unione ma la linea resse.
Alle 9 ormai la battaglia si era quasi del tutta conclusa e avvenivano solo sporadiche schermaglie.
A mezzanotte gli unionisti lasciarono il campo di battaglia e la battaglia si concluse.
"Abbiamo dato a Hood una batosta che non dimenticherà facilmente"

## Conclusione
All'una di notte del 1º dicembre ormai tutti i soldati unionisti in grado di marciare avevano lasciato Franklin.
Sul campo di battaglia erano rimasti numerosi morti e feriti da entrambe le parti, ma l'attacco di Hood, condotto senza bombardamento preparatorio e male coordinato, aveva causato almeno il doppio delle perdite tra i ranghi confederati senza contare la perdita di numerosi brigadier generali.
Le alte perdite furono un grave colpo per le truppe di Hood, che non potevano permettersi di rimpiazzare i caduti al contrario delle loro controparti del nord.
Ciononostante Hood decise di continuare la sua campagna offensiva e si diresse verso Nashville, sapendo che conquistare la città avrebbe tagliato le linee di rifornimento a Sherman e ciò avrebbe potuto costringerlo a rallentare la marcia verso il mare.